# A Canção do Berço
A Canção do Berço é um filme estadunidense de 1930, falado em português, realizado pelo cineasta Alberto Cavalcanti e interpretado pelos atores Corina Freire, Esther Leão, Raul de Carvalho, Alves da Costa e Alexandre de Azevedo. Produzido pela Paramount Pictures e filmado nos seus estúdios em Joinville, França, tornou-se no primeiro filme sonoro gravado em língua portuguesa, sendo uma versão adaptada do filme Sarah and Son (1930) de Dorothy Arzner,.
Em Portugal, estreou em 22 de dezembro de 1930, no Teatro Tivoli, Lisboa, mantendo-se no topo das receitas de bilheteiras durante meses, até ser destronado pelo primeiro filme sonoro realizado em Portugal, A Severa de José Leitão Barros. No Brasil estreou nas salas de cinema a 4 de Abril de 1931.

## Sinopse
Uma cantora que há anos sofre abusos de seu marido, descobre que este vendeu o seu filho, para uma família rica. Em desespero, abandona-o e sai à procura do menino. Quando o encontra, implora para tê-lo de volta, mas em vão. Anos depois, tornada uma famosa cantora de ópera, faz uma nova tentativa e, desta vez, o casal se mostra bem mais receptivo.

## Elenco
- Corina Freire
- Esther Leão
- Raul de Carvalho
- Alves da Costa
- Alexandre de Azevedo
- António Sacramento